# Omar Haktab Traoré
Omar Haktab Traoré (* 4. února 1998) je německý profesionální fotbalista, který hraje na pozici pravého obránce za klub 1. FC Heidenheim.

## Kariéra
Traoré podepsal v létě 2020 tříletou smlouvu s KFC Uerdingen 05.
V létě 2021 podepsal dvouletou smlouvu s VfL Osnabrück.

## Osobní život
Traoré se narodil v Německu a je tožského původu. Je starším bratrem hráče VfL Osnabrück Hakima Traorého.

## Statistiky

### Klubové
Platí k zápasu hranému 17. května 2025.
| Klub              | Sezóna            | Liga              | Liga   | Liga | Národní pohár | Národní pohár | Kontinentální | Kontinentální | Ostatní | Ostatní | Celkově | Celkově |
| Klub              | Sezóna            | Soutěž            | Zápasy | Góly | Zápasy        | Góly          | Zápasy        | Góly          | Zápasy  | Góly    | Zápasy  | Góly    |
| ----------------- | ----------------- | ----------------- | ------ | ---- | ------------- | ------------- | ------------- | ------------- | ------- | ------- | ------- | ------- |
| SV Rödinghausen   | 2017/18           | Regionalliga West | 6      | 0    | 0             | 0             | —             | —             | —       | —       | 6       | 0       |
| SV Rödinghausen   | 2018/19           | Regionalliga West | 11     | 0    | 0             | 0             | —             | —             | —       | —       | 11      | 0       |
| SV Rödinghausen   | 2019/20           | Regionalliga West | 27     | 1    | 1             | 0             | —             | —             | —       | —       | 28      | 0       |
| SV Rödinghausen   | Celkově           | Celkově           | 44     | 1    | 1             | 0             | —             | —             | —       | —       | 45      | 1       |
| Uerdingen 05      | 2020/21           | 3. Liga           | 19     | 0    | —             | —             | —             | —             | —       | —       | 19      | 0       |
| Osnabrück         | 2021/22           | 3. Liga           | 33     | 2    | 2             | 0             | —             | —             | —       | —       | 35      | 2       |
| Osnabrück         | 2022/23           | 3. Liga           | 36     | 3    | 0             | 0             | —             | —             | —       | —       | 36      | 3       |
| Osnabrück         | Celkově           | Celkově           | 69     | 5    | 2             | 0             | —             | —             | —       | —       | 71      | 5       |
| Heidenheim        | 2023/24           | Bundesliga        | 31     | 0    | 1             | 0             | —             | —             | —       | —       | 32      | 0       |
| Heidenheim        | 2024/25           | Bundesliga        | 30     | 0    | 2             | 0             | 9             | 0             | —       | —       | 41      | 0       |
| Heidenheim        | Celkově           | Celkově           | 61     | 0    | 3             | 0             | 9             | 0             | —       | —       | 73      | 0       |
| Celkově v kariéře | Celkově v kariéře | Celkově v kariéře | 193    | 6    | 6             | 0             | 9             | 0             | 0       | 0       | 208     | 5       |